# Choi Jeong
Vittorie-sconfitte: 769–345 (69,0%)
Posizione in classifica coreana: 22
Choi Jeong ( 최정 ?, 崔精?, Choe JeongLR, Ch'oe ChŏngMR; [t͡ɕʰø̞ t͡ɕʌ̹ŋ]; talvolta trascritto come Choi Jung; 7 ottobre 1996) è una giocatrice di go sudcoreana e, dal 2017, la giocatrice con il punteggio Elo più alto. Detiene i titoli di Supreme player femminile, Kuksu femminile e Myungin femminile. Ha vinto nove tornei internazionali femminili: quattro Bingsheng Cup (2014, 2017, 2018, 2019), tre Wu Qingyuan Cup (2019, 2021, 2023) e due Senko Cup internazionali (2023 e 2024). Ha disputato, pur pendendole, due finali di competizioni open, cioè aperte a uomini e donne: la domestica GS Caltex Cup e l'internazionale Samsung Fire Cup.

## Biografia
Allieva di Yoo Chang-hyuk, Choi Jeong è diventata una giocatrice professionista di Go nel 2010, attraverso il trentasettesimo programma professionistico per donne. Nello stesso anno ha anche vinto la Coppa GG Auction con la squadra femminile, pur perdendo l'unico incontro disputato.
Nel 2011 ha partecipato alla quinta edizione della Coppa GG Auction, in cui ha conseguito ben otto vittorie consecutive (tra cui una contro Seo Bong-soo), sebbene questa edizione sia stata persa dalla squadra femminile.
Nel 2012 è stata promossa 2 dan; ha anche vinto la sesta Coppa GG Auction con la squadra femminile, vincendo l'incontro finale contro Cho Hun-hyun. Nello stesso anno ha vinto anche il Myungin femminile, titolo che ha detenuto ininterrottamente fino al 2016, anno in cui la competizione è stata interrotta. Ha partecipato ai World Mind Games, ottenendo la medaglia d'oro nella competizione di coppia mista e la medaglia di bronzo nella competizione individuale femminile.
A inizio 2013 è stata promossa 3 dan, con la promozione a 4 dan arrivata a ottobre dello stesso anno. Ha partecipato ai Giochi asiatici indoor e di arti marziali, nel corso dei quali ha conquistato l'argento nella competizione femminile a squadre e l'argento nella competizione di coppia. Ha partecipato alla settima Coppa GG Auction, in cui ha ottenuto quattro vittorie consecutive.
Ha ottenuto il 5 dan a settembre 2014. Ai World Mind Games di Pechino ha vinto l'argento nella competizione di coppia.
Nel 2014 ha vinto la sua prima Bingsheng Cup, sconfiggendo la cinese Rui Naiwei.
Nel 2016 è stata promossa 7 dan. Nel corso della decima Coppa GG Auction ha ottenuto quattro vittorie consecutive, ma ha perso la partita decisiva contro Lee Sang-hoon.
Nel 2017 ha conquistato il suo primo Guksu femminile, titolo ottenuto per cinque volte in totale (2017, 2018, 2019, 2020 e 2022), con un secondo posto ottenuto nel 2021 (sconfitta per mano di O Yu-jin). Ha vinto la sua seconda Bingsheng Cup sconfiggendo la cinese Wang Chenxing. Nel novembre 2017 ha ottenuto il livello di 8 dan.
Nel 2018 ha vinto il Kisung femminile; per questa vittoria ha ottenuto il 9 dan. Ha vinto la sua terza Bingsheng Cup sconfiggendo la connazionale O Yu-jin.
Nel 2019 ha difeso il Kisung femminile; a dicembre è diventata la prima donna a comparire nei primi 20 posti della classifica ufficiale dei goisti coreani della Korea Baduk Association. Ha vinto la sua quarta Bingsheng Cup, terza consecutiva, sconfiggendo la cinese Zhou Hongyu, e la sua prima Wu Qingyuan Cup, sconfiggendo la cinese Wang Chenxing.
Nel 2020 ha difeso nuovamente sia il Kisung femminile sia il Guksu femminile. Nella tredicesima edizione della Coppa GG Auction, ha ottenuto una vittoria, prima di perdere la partita decisiva.
Nel 2021 ha vinto la prima edizione della IBK Cup, mentre è stata sconfitta da O Yu-jin 9d sia nella finale della quinta edizione del Kisung femminile sia in quella della ventiseiesima edizione del Guksu femminile. Ha vinto la sua seconda Wu Qingyuan Cup, sconfiggendo in finale la cinese Yu Zhiying. Ha vinto al quindicesima edizione della Coppa GG Auction con la squadra femminile ottenendo la vittoria decisiva contro Lee Chang-ho. Ha perso la finale della 3ª edizione della Senko Cup contro la cinese Yu Zhiying.
Nel 2022 ha sconfitto O Yu-jin per 2-0, aggiudicandosi la prima edizione del Supreme player femminile; ha riconquistato il Kisung femminile contro Kim Eun-ji 5d. Nel novembre dello stesso anno è diventata la prima donna a qualificarsi per una finale in un torneo internazionale open di alto livello, nel corso della 27ª edizione della Samsung Fire Cup; nella finale è stata sconfitta per 0–2 dal connazionale Shin Jin-seo. Nella competizione a squadre della Coppa GG Auction ha perso l'incontro decisivo contro Cho Han-seung.
A gennaio 2023 ha sconfitto 3-0 Kim Chae-yeong nella finale della seconda edizione del Supreme Player femminile. A marzo ha vinto la 5ª edizione della Senko Cup contro la cinese Zhou Hongyu: con questa vittoria, Choi è diventata la prima donna a vincere tutte e tre le corone femminili internazionali (Bingsheng, Wu Qingyuan e Senko). A giugno ha raggiunto le semifinali della 6ª edizione della Wu Qingyuan Cup. Ha poi raggiunto la finale della prestigiosa GS Caltex Cup, uno dei maggiori tornei sudcoreani open, venendo sconfitta per 0-3 da Byun Sang-il a fine luglio. A fine agosto ha sconfitto due volte Kim Eun-ji, per 2-1 nella finale della seconda edizione del Supreme player femminile (passato in questa edizione a un'edizione all'interno dell'anno solare), e per 2-0 nella finale della terza edizione della IBK Cup. A settembre ha conseguito tre vittorie consecutive per la squadra femminile nella diciassettesima edizione della Coppa GG Auction, ma ha perso la finale contro Cho Han-seung. È stata selezionata come membro della squadra sudcoreana di go ai XIX Giochi asiatici, dove ha partecipato alla competizione femminile a squadre con Kim Eun-ji, O Yu-jin e Kim Chae-yeong: con le sue quattro vittorie su quattro incontri (tra cui quelle contro la taiwanese Yang Zixuan, la cinese Li He e la giapponese Fujisawa Rina), Choi ha contribuito alla vittoria del girone di qualificazione da parte della squadra sudcoreana e all'accesso alla fase finale a eliminazione diretta. Nella semifinale contro Hong Kong, Choi è stata tenuta fuori, dando la possibilità di giocare alla riserva Kim Chae-yeong: la Corea del Sud ha sconfitto per 3-0 Hong Kong e ha conquistato un posto in finale. Nella finale per la medaglia d'oro, Choi ha sofferto una sconfitta decisiva per mano della cinese Li He, che ha relegato la Corea del Sud al secondo posto e alla medaglia d'argento. A dicembre ha vinto per 2-0 contro la giapponese Fujisawa Rina  la finale della 6ª edizione della Wu Qingyuan Cup: si è trattato del terzo titolo di Choi in questa competizione. Sempre a dicembre, ha perso per 1-2 la finale della 7ª edizione del Kisung femminile, contro Kim Eun-ji. Ancora a dicembre, ha vinto per 2-1 la finale della 28ª edizione del Guksu femminile contro Kim Chae-yeong.
Nel marzo 2024 ha vinto per la seconda volta consecutiva la finale della Coppa SENKO, sconfiggendo la giapponese Ayumi Suzuki. Ad agosto ha sconfitto per 2-1 Kim Eun-ji per aggiudicarsi per la quarta volta consecutiva il Supreme Player femminile. A dicembre ha sconfitto per 2-1 in rimonta Nakamure Sumire nella finale del Kisung femminile (sesto titolo per Choi).
A marzo 2025 ha perso la finale della 7ª edizione della Senko Cup contro la giapponese Ueno Risa. A maggio ha vinto per la quinta volta consecutiva il Supreme player femminile, sconfiggendo per 2-1 Kim Eun-ji. Ad agosto ha vinto per la terza volta la IBK Cup, sconfiggendo per 2-1 in rimonta O Jeong-a.

## Palmarès
| Nazionali                | Nazionali                       | Nazionali            |
| Torneo                   | Vittorie                        | Finalista            |
| ------------------------ | ------------------------------- | -------------------- |
| GS Caltex Cup ‡          |                                 | 1 (2023)             |
| Guksu femminile          | 6 (2017-2020, 2022, 2023)       | 1 (2021)             |
| Kisung femminile         | 6 (2013, 2018-2020, 2022, 2024) | 3 (2012, 2021, 2023) |
| Myungin femminile        | 5 (2012-2016)                   |                      |
| Supreme player femminile | 5 (2022-2025)                   |                      |
| IBK Cup                  | 3 (2021, 2023, 2025)            |                      |
| Totale                   | 25                              | 5                    |
| Internazionali           |                                 |                      |
| Samsung Fire Cup ‡       |                                 | 1 (2022)             |
| Bingsheng Cup            | 4 (2014, 2017-19)               |                      |
| Wu Qingyuan Cup          | 3 (2019, 2021, 2023)            | 1 (2018)             |
| Senko Cup                | 2 (2023, 2024)                  | 3 (2019, 2021, 2025) |
| Totale                   | 9                               | 5                    |
| Totale in carriera       |                                 |                      |
| Totale                   | 34                              | 10                   |

‡: a differenza degli altri tornei indicati in questa tabella, che sono tornei femminili, la Samsung Fire Cup e la GS Caltex Cup sono tornei open, cioè aperti a uomini e donne senza altri vincoli.